# Mircha Carven
Mircha Carven (* 18. Mai 1950 in Bukarest) ist ein rumänischer Schauspieler.
Carven, der eine bemerkenswerte Ähnlichkeit mit dem Schauspieler Clark Gable aufweist, nutzte dies auch, als er in einem Interview 1977 erklärte, seine Mutter Constanza, eine Schriftstellerin, habe Gable an der Côte d’Azur getroffen und ihn, Gable seine Vaterschaft verschweigend, 1951 in Bukarest zur Welt gebracht. Manchmal ließ er sich als John Gable führen. Zwischen 1974 und 1978 drehte er einige wenig bemerkenswerte Kommerzfilme (allein der sehr umstrittene Lager SSadis Kastrat Kommandatur genießt negativen Ruhm) und war auch ab 1976 in insgesamt 44 Fotoromanen zu sehen. Vorher war er als Kinder- und jugendlicher Darsteller in einigen in Spanien gedrehten Filmen engagiert worden. Nach zwei Filmen der 1980er Jahre verliert sich seine Spur.
Zum Film Ein Mann für eine Nacht erschien auch eine Single mit Carven als Interpret.

## Filmografie (Auswahl)
- 1969: A Talent for Loving
- 1976: Bluff (Bluff storia di truffe e di imbroglioni)
- 1977: Ein Mann für eine Nacht (Candido erotico)